# Kelvinside Hillhead Parish Church

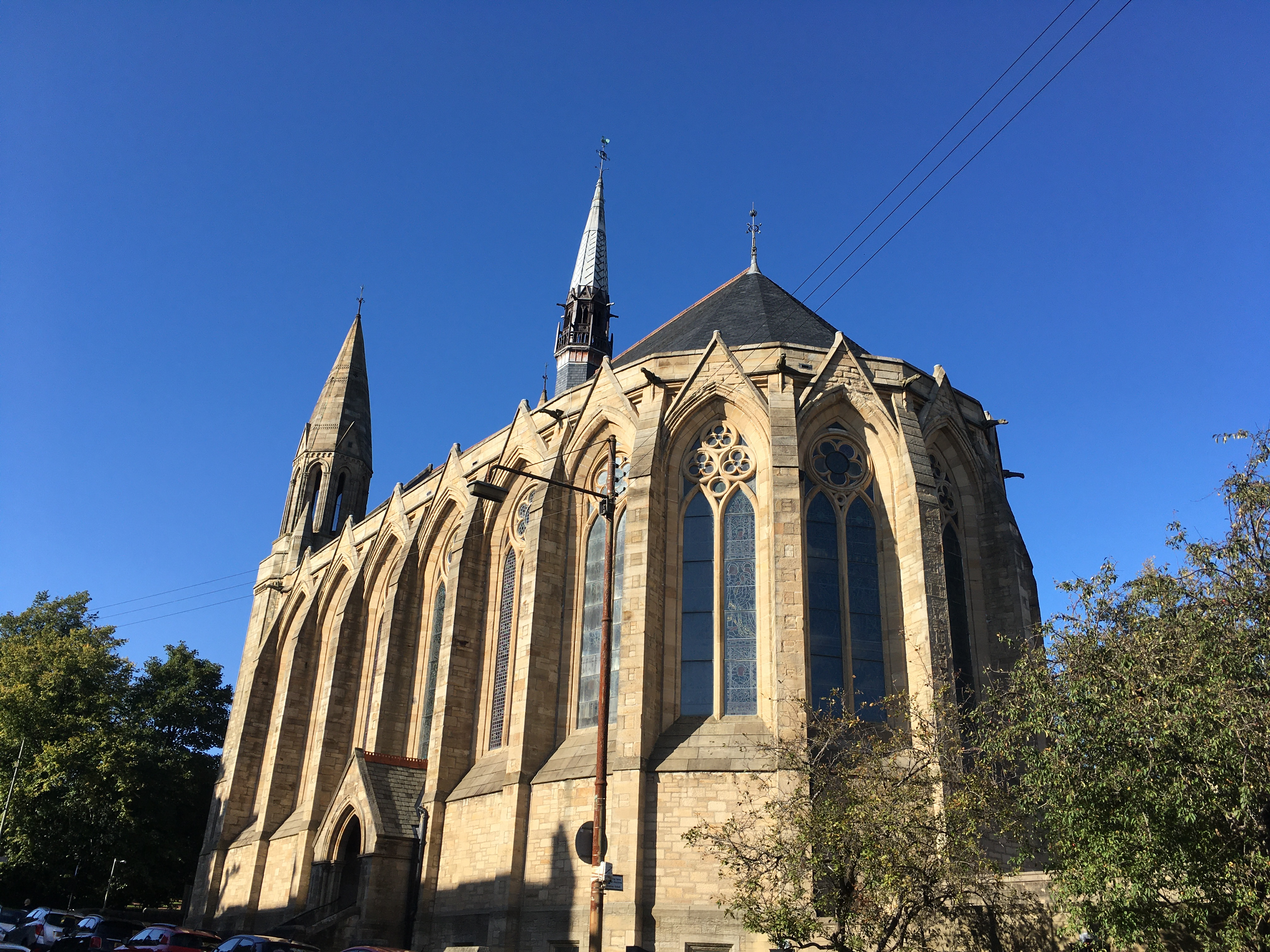
Kelvinside Hillhead Parish Church

Die Kelvinside Hillhead Parish Church ist ein Kirchengebäude der presbyterianischen Church of Scotland in der schottischen Stadt Glasgow. 1970 wurde das Bauwerk in die schottischen Denkmallisten in der höchsten Denkmalkategorie A aufgenommen. Des Weiteren ist es Teil eines umfassenderen Denkmalensembles der Kategorie B.

## Geschichte
Die Ausschreibung für den Kirchenneubau gewann das Architekturbüro Douglas & Sellars. Sie sollten jedoch nicht ihren eigenen Entwurf umsetzen, sondern eine überarbeitete Version des Entwurfs von William Leiper. Nachdem die Arbeiten 1876 begonnen wurden, eröffnete die Kirche im folgenden Jahr. Peter MacGregor Chalmers wurde mit der Überarbeitung der Pfarrkirche um 1921 betraut. 1925 installierte Hutton & Taylor eine neue Kanzel. 1929 und 1955 wurden Ergänzungen hinzugefügt. Die Bleiglasfenster wurden von verschiedenen Künstlern geschaffen und im Laufe der Jahrzehnte eingefügt. Die Fenster von 1893 stammt von Edward Burne-Jones, bis 1903 war Cottier & Co. tätig, 1917 William Meikle & Sons und 1958 Sadie McLellan.

## Beschreibung
Die Kelvinside Hillhead Parish Church befindet sich an der Saltoun Street im Glasgower Westen. Das neogotische Bauwerk ist im Stile der französischen Gotik ausgestaltet. Es zeigt Parallelen zur Sainte-Chapelle in Paris. Das Mauerwerk besteht aus behauenen Steinquadern unterschiedlicher Größe mit Natursteindetails. Das spitzbögige Hauptportal an der westlichen Giebelseite ist mit zwei, durch ein Trumeau getrennte Türen gearbeitet. Darüber findet sich eine große Fensterrose in einer spitzbögigen Aussparung mit schlanken Säulen und profilierter Laibung. Ihre Zwickel zieren große Engelreliefe. Wuchtige Strebepfeiler flankieren den Bereich. Sie laufen in Pseudo-Ädikulä aus, die über eine Blendarkade miteinander verbunden sind. Zu beiden Seiten erheben sich Glockentürme mit hexagonalem Grundriss, die in spitzen Helmen auslaufen.
Die Flanken der Hallenkirche sind fünf Achsen weit. Zwischen den Strebepfeilern ziehen sich hohe Maßwerke bestehend aus jeweils drei Lanzettfenstern mit Fensterrose. Sie schließen mit profilierten Giebeln. Die sieben Fenster der polygonalen Apsis sind analog gestaltet. An der Apsis ist das abschließende Gesims mit Wasserspeiern gestaltet. Das abschließende Dach ist mit Schiefer eingedeckt.